# Michail Jakovlev
Michail Vasil'evič Jakovlev (in russo Михаил Васильевич Яковлев?; trasl. angl. Mikhail Vasilyevich Yakovlev; San Pietroburgo, 12 luglio 1893 – Leningrado, 1942) è stato un calciatore russo, di ruolo centrocampista.

## Carriera

### Club
Ha cominciato la sua carriera nel Merkur di San Pietroburgo, passando in seguito all'Unitas sempre a San Pietroburgo.

### Nazionale
È stato convocato per i giochi olimpici, esordendo nella seconda partita, valida per il torneo di consolazione, contro la Germania.
Ha totalizzato tre presenze in nazionale, senza mettere a segno reti.

## Statistiche

### Cronologia presenze e reti in Nazionale
| Cronologia completa delle presenze e delle reti in nazionale ― Russia | Cronologia completa delle presenze e delle reti in nazionale ― Russia | Cronologia completa delle presenze e delle reti in nazionale ― Russia | Cronologia completa delle presenze e delle reti in nazionale ― Russia | Cronologia completa delle presenze e delle reti in nazionale ― Russia | Cronologia completa delle presenze e delle reti in nazionale ― Russia | Cronologia completa delle presenze e delle reti in nazionale ― Russia | Cronologia completa delle presenze e delle reti in nazionale ― Russia |
| Data                                                                  | Città                                                                 | In casa                                                               | Risultato                                                             | Ospiti                                                                | Competizione                                                          | Reti                                                                  | Note                                                                  |
| --------------------------------------------------------------------- | --------------------------------------------------------------------- | --------------------------------------------------------------------- | --------------------------------------------------------------------- | --------------------------------------------------------------------- | --------------------------------------------------------------------- | --------------------------------------------------------------------- | --------------------------------------------------------------------- |
| 2-7-1912                                                              | Solna                                                                 | Germania                                                              | 16 – 0                                                                | Russia                                                                | Olimpiadi 1912                                                        | -                                                                     |                                                                       |
| 4-7-1912                                                              | Traneberg                                                             | Norvegia                                                              | 2 – 1                                                                 | Russia                                                                | Amichevole                                                            | -                                                                     |                                                                       |
| 4-5-1913                                                              | Mosca                                                                 | Russia                                                                | 1 – 4                                                                 | Svezia                                                                | Amichevole                                                            | -                                                                     |                                                                       |
| Totale                                                                |                                                                       | Presenze                                                              | 3                                                                     |                                                                       | Reti                                                                  | 0                                                                     |                                                                       |